# Minua dimorpha
Minua dimorpha is een hooiwagen uit de familie Minuidae.